# Gobi Bear
Gobi Bear é a one-man band de Diogo Alves Pinto, de Guimarães, construída em torno de loops.

## Discografia
- "Demo" EP (2011, Ed. Autor)
- "LP" EP (2012, MiMi Records)
- "Mais Grande" EP (2012, Mine All Mine Records)
- "Inorganic Heartbeats & Bad Decisions" LP (2013, Murmürio Records)
- "Dare" EP (2014, MiMi Records)
- "Gobi Bear" EP (2016, Planalto Records)
- "Our Homes & Our Hearts" LP (2017, Planalto Records)

### Compilações
- Novos Talentos FNAC 2012 (2012, FNAC)
- Bons Sons 2012 (2012, Festival Bons Sons/FNAC)
- Um ao Molhe (2015)
- PLA : 007 (2017, Planalto Records)
- Um ao Molhe (2018)